# Svračkovo Selo
Svračkovo Selo is een plaats in de gemeente Udbina in de Kroatische provincie Lika-Senj. De plaats telt 8 inwoners (2001).